# Chelsea Eze
Pour les articles homonymes, voir Eze.
Chelsea Ada Ezerioha, née le 15 novembre 1985 dans l'État de Kano, est une actrice nigériane.

## Éléments biographiques
Elle est diplômée en linguistique de l'université de Maiduguri. En 2010, elle remporte l'Africa Movie Academy Award de l'acteur le plus prometteur en 2010, pour Silent Scandals (en).

## Filmographie
- Silent Scandals (en) (2009)
- Two Brides and a Baby (en) (2011)
- Hoodrush (2012)
- Ikogosi (en) (2015)